# Усинский пограничный округ
Усинский пограничный округ  — административно-территориальная единица в составе Енисейской губернии, существовавшая с 30 декабря 1885 по 1914 год.

## География и климат
Находился в южной части Енисейской губернии, на границе с северной Монголией, владевший в то время Урянхайским краем или современной Тывой. Выделен из Минусинского уезда в 1886 году связи с развитием развития золотопромышленности, а также торговли с тувинцами и отдалённости от Минусинска. Площадь территории округа 21820 км2. Енисей по текрритории округа протекает извилисто на протяжении 190 км (180 вёрст); он не судоходен, но пригоден для лесосплава. Из других рек округа более значительны притоки Енисея: Кантегир, Ус, Тепсель, Казырсук, Пограничная, Погоречка, Березовая, Голая. Все эти реки несудоходны, но могли быть использоваными для лесосплава. Поверхность округа гориста: по округу проходят отроги Саянской горной цепи и хребты Араданский (высота 1800—1920 м (5900—6300 футов) над уровнем моря ), Усинский, или Мирский (1680—1980 м (5500—6500 футов) на ур. моря). Долины рек нешироки, за исключением долины реки Ус, которая представляет собою возвышенные равнины (Усинскую, Иджимскую и Юсютскую степи). На некоторых реках, как отчасти и на берегу Енисея, встречаются удобные для сенокосов луга. Несколько горных озер (Буйбинское и Иджимское). Климат округа благодаря возвышенному его положению — от 550 до 730 м (1800—2400 футов)  над уровнем моря — достаточно суровый. В селе Верхне-Усинском средняя темпемпература: года —4,4°, зимы —22,6°, весны —2,3°, лета +16,3 и осени +3,3°.

## Население
Жителей  на 1900 год было: постоянных 2290 (1220 мужчин и 1070 женщин), непостоянных, на золотых приисках, 340 (237 мужчин, 103 женщин). Из них православных 587 мужчин и 478 женщин, старообрядцев разных согласий 575 мужчин и 576 женщин. У постоянного населения было лошадей 2428, рогатого скота 2540 голов, овец 1320, свиней 105, коз 117 и 514 оленей в мараловодческих  хозяйствах. На золотых приисках 101 лошадь и 13 коров.

## Экономика
Главные занятия постоянных жителей составляют земледелие, скотоводство, отчасти мараловодство, рыбные промыслы, звероловство, охота, отхожий промысел на золотые прииски. Земледелие весьма развито и развивается успешно. Огородничеством занимаются для собственных своих потребностей, сажают лук, морковь, огурцы, бобы, горох и редьку. Фабрик и заводов в округе нет. Золотопромышленность возникла здесь в 1886 году; кроме той, которая производится на территории округа, существует ещё промывка россыпей и добыча золота "за столбами", то есть на территории Тувы (или как тогда говорили Сойотской земли), по ручьям Юргони и Серлику. На территории округа разрабатываются от 3 до 4 золотых приисков, на которых добыто золота к 1900 году 573 кг (35 пудов), а в 1900 году 64 кг (3 пуда 21 фунта), при среднем содержании от 20 до 36 дол. в 100 пд. "За столбами" разрабатывается от 5 до 7 приисков; здесь за последнее десятилетие добыто было золота до 36 пудов, при содержании до 36 долей в 100 пд. песку. К 1900 году были известны залежи высокачественного мрамора и яшмы; кое-где были обнаружены признаки медных руд и тёплые минеральные ключи. Торговля обязана своим развитием золотопромышленности, а также усилившимся торговым сношениям с тувинцами, в земле которых минусинские и усинские торговцы-промышленники имеют заимки и фактории. Постоянные поселения — 4 посёлка и 2 села. В селе Верхне-Усинском находится управление округом: здесь проживают пограничный начальник с помощником и переводчиком монгольского языка, врач с фельдшером, ветеринарный врач с фельдшером. Ежегодно проходила ярмарка с денежным оборотом до 15000 руб. Дорог в округе к 1900 году не было. Сообщение с Минусинском производилась вьючным способом по горным тропам до деревни Григорьевки, а оттуда по проселочному тракту. Сношения с территорией, заселённой тувинцами, также производились вьючным способом по горным тропам. Зимою сношения идут и через горы, и по р. Енисею, когда он окончательно замерзает. Территория Усинского округа  первоначально была заселена  старообрядцами и беглыми бродягами, местопребывание которых долго оставалось неизвестным Минусинской администрацией. В половине XIX столетия их поселения и заимки были найдены охотниками за маралами и косулями. Усинский округ к началу XX века оставлся почти не изученным.

## Усинские пограничные начальники
- 30 августа 1886—1891 — Александр Михайлович Африканов[1]
- 1891—? — Николай Фёдорович Талызин[1]
- 30.01.1894—? — Владимир Антонович Александрович (1851—?)[1]
- 1907—1913 — Александр Христофорович Чакиров (9.12.1877—16.08.1920)[2]

## Упразднение
17 апреля 1914 года в связи с переходом Урянхайского края под протекторат России. Был образован Усинско-Урянхайский край в результате слияния Усинского пограничного округа и Урянхая (Тувы) с подчинением Енисейской губернии. Очевидно, что при возникновении в 1921 году независимой Танну-Тувы Усинский округ не вошёл в неё, а остался в Енисейской губернии. Каков был статус этой территории с 1921 по 1925 года ясности нет. 
В 1925 году Енисейская губерния была упразднена и территория Усинского пограничного округа вошла в Усинский район в составе Западно-Сибирского края. 7 декабря 1934 года произошло так называемое разукрупнение Западно-Сибирского края, значительная часть его территорий были переданы в Омскую область и Красноярский край. Усинский район в рамках этой кампании  был включён в состав Хакасской автономной области Красноярского края. В 1956 году Усинский район как административная единица прекратил существование и его территория была передана в состав Ермаковского района Красноярского края.